# 贈与
贈与（ぞうよ）とは、当事者（贈与者）の一方がある財産を無償で相手方（受贈者）に与える行為。
大陸法では契約の一種（贈与契約）。日本の民法も典型契約の一種とする。一方、英米法では契約（contract）は捺印証書または約因（対価）が存在しなければならないため、単なる贈与だけでは契約にはあたらない。

## 概説

### 大陸法における贈与

#### 贈与の性質
- 片務契約

贈与は片務契約であり同時履行の抗弁権（民法533条）や危険負担（民法434条以下）の適用はない。
- 諾成契約

日本の民法では贈与は諾成契約である。日本民法において贈与が諾成契約とされている点は比較法としては異例とされ、英独仏の法制ではいずれも要式行為とされる。
- 無償契約

贈与は無償契約である。各国の立法例では贈与の無償契約としての性質から注意義務も軽減されることが多いが、日本の民法は注意義務を軽減しない。この点については日本では贈与が共同体内部の義理・至恩に基づいてなされることが多い点が立法的背景にあるとされる。

#### 他人物贈与の問題
他人物贈与も契約の有効性を妨げるものではないとされている。日本では判例で他人物贈与も有効とされ（最判昭44・1・31判時552号50頁）、2017年の改正民法で「自己の財産」から「ある財産」に変更された（2020年4月1日施行）。 
他人物贈与の場合、贈与者は所有者から所有権を取得して受贈者に移転する義務を生じることになる。しかし、実際には先に述べたように贈与は無償契約であり原則として贈与者には担保責任がないことから、贈与者が目的物を取得できた場合に受贈者に財産権移転義務を生じるにとどまると解されている。なお、契約時において目的物を自己の所有物と錯誤した場合には錯誤となりうる場合もある。

#### 現実贈与の問題
契約の成立と物の引渡しが同時に行われる贈与を現実贈与という。現実贈与の法的構成については売買契約における現実売買と同様の争いがあり、物権契約説（現実贈与を所有権移転を目的とする物権契約とみる説）と債権契約説（日本での通説。基本的に通常の贈与契約と同じとし、債権契約が行われ直ちにそれが履行されているものとみる説）がある

### 英米法における贈与
英米法では捺印証書（deed）または約因（consideration）がなければ契約（contract）とはならないため、例えば日本法における単なる贈与契約にあたる契約は捺印証書によらない限り英米法上の契約としては有効にならない。

## 日本法における贈与
（以下、日本の民法は条数のみ記載する）

### 贈与の意義
民法に規定する贈与は、ある財産を無償で相手方に与える意思を示し、相手方がそれに受諾することによって成り立つ片務・諾成・無償の契約である（549条）。
贈与は売買や交換と同じく権利移転型契約（譲渡契約）に分類される。売買が有償契約・双務契約の典型であるのに対し、贈与は無償契約・片務契約の典型である。
「財産」には物権のほか債権さらには用益権設定も含まれる。通説によれば労務の無償給付あるいは物の無償使用は贈与の対象とはならない（後者は使用貸借となる）。なお、2017年の改正民法で他人物贈与も有効であることを明文化するため549条の文言は「自己の財産」から「ある財産」に変更された（2020年4月1日施行）。
なお、商品販売時の景品について、贈与とみるべきか売買の目的物の一部とみるべきかは、それぞれの場合に応じ社会通念によって決まる。また、寄付のうち災害被災者に対する募金活動のように受寄者（管理・運営を行う事務局など）と受益者（例の場合には被災者）が一致しない場合には信託的譲渡として構成される。

### 贈与の成立と解除
日本法において贈与契約は諾成契約とされ当事者間の合意のみによって成立しうるが、一定の贈与については契約成立後においても解除しうるとする。
2017年の改正民法で意味を明確化するため「撤回」から「解除」に変更された（2020年4月1日施行）。

#### 書面によらない贈与
書面によらない贈与（書面によらざる贈与）の場合、各当事者はいつでも解除することができる（550条本文）。贈与者が慎重さを欠いたまま軽率に贈与を行うことを防ぐとともに、その贈与意思が客観的に明確化されるのを待つことで後日において証明が困難となる事態を回避する趣旨である。
贈与に関係する文面が「書面」にあたるか否かが当事者間で争われることがある。「書面」は受贈者に対する関係において贈与意思が明確になっていれば足りる。判例には書面について受贈者側の意思表示は必要でないとしたもの（大判明40・5・6民録13輯503頁）、受贈者の氏名の記載は必要でないとしたものがあり（大判昭2・10・31民集6巻581頁）、また、書面の作成時期は契約と同時でなくともよいとされる（大判大5・9・22民録22輯172頁）。
解除の方法
本条は解除の主体について「当事者」としており、解除は受贈者側からも可能である（受贈者側から解除することの意義は大きくはないが、負担付贈与の場合に意味があるとされる）。
解除の効果
2017年の改正民法で意味を明確化するため「撤回」から「解除」に変更されたが（2020年4月1日施行）、548条の適用を受けるのか疑問を生じる。判例（最判昭和50・7・17集民）は548条について、適用される場面は契約に基づく債務の履行後に限られるとしており、同条の適用を受けるものではないと考えられている。また、540条から547条についても、解除権の趣旨に基づく解釈に委ねられている。
解除の制約
書面によらない贈与であっても履行が終わった部分については解除できない（550条但書）。履行により贈与意思が明確になった以上、もはや軽率な贈与ではないとみられるためである。目的物が動産の場合には引渡し、不動産の場合には不動産登記もしくは引渡しのいずれかがあれば「履行」にあたる（判例として最判昭31・1・27民集10巻1号1頁、最判昭40・3・26民集19巻2号526頁）。登記済証の交付は引渡しと同視される（大判昭6・5・7新聞3272号13頁）。
なお、書面によらない贈与であっても権利移転を認める判決が確定した後は、その既判力の効果として、550条による撤回（解除）を主張して当該贈与による権利の存否を争うことは許されない（最判昭36・12・12民集12巻11号2778頁）。

#### 忘恩行為による解除
550条の反対解釈から書面による贈与は解除することができないことになるが、例外的に受贈者に著しい忘恩行為など背信的行為が認められる場合には、550条により解除することができない場合であっても、1条2項（信義誠実の原則）により解除しうる（通説。最判昭53・2・17判タ360号143頁）。
贈与契約は当事者間の信頼関係を前提とするためであり、ドイツ民法530条やスイス債務法249条は不信行為による解除を明定する。

#### 死因贈与の解除
後に述べる死因贈与には遺贈に関する規定が準用されることとなっており（554条）、判例によれば1022条の規定が方式に関する部分を除いて準用されるため原則として解除しうる（最判昭47・5・25民集26巻4号805頁）。詳細については後述。

### 贈与の効力
贈与者は財産権移転義務を負う。目的物引渡義務、不動産の場合の登記移転義務（177条）、債権の場合の通知義務（467条）などである。
贈与者は、贈与の目的である物又は権利を、贈与の目的として特定した時の状態で引き渡し、又は移転することを約したものと推定する（551条1項）。2017年の改正前民法では贈与者がその瑕疵又は不存在を知りながら受贈者に告げなかったときには担保責任を負ういう規定がだったが、担保責任の規定から引渡義務等の規定に改められた。なお、負担付贈与の場合には担保責任が課されている（551条2項）。
551条1項は任意規定であるが特定物の贈与にのみ適用がある。また特定物の引渡しの場合は引渡時まで善管注意義務を負う（400条）。
なお、不動産の贈与を受けた場合、受贈者は登記をしないと所有権の承継を第三者に対抗できない（第177条）。具体的な手続については所有権移転登記を参照。

### 特殊な贈与

#### 定期贈与
贈与者が受贈者に対して定期的に給付することを約束する場合を定期贈与という。定期贈与は贈与者又は受贈者の死亡によって失効する（552条）。贈与は、その無償性から当事者の個人的な関係による約束と考えられ、相続させるべきではないからである。

#### 負担付贈与
受贈者が贈与者に対して、目的物の対価とまではいえない程度の負担を負う場合を負担付贈与という。負担付贈与についてはその負担の限度において、贈与者は売主と同じく担保の責任を負うとされている（551条2項）。その他、その性質に反しない限り売買等双務契約に関する規定が準用される（第553条）。

#### 死因贈与
贈与者の死亡によって効力を生ずる贈与を死因贈与という（554条）。遺贈と似ているが、当事者間の事前の契約による点が遺贈とは異なる。しかし、死因贈与は遺贈と実質的に類似することから、その性質に反しない限り遺贈に関する規定が準用される（554条）。ただ、いずれの規定が準用されるかについては必ずしも明らかでないとされ、準用の有無が問題となる条文もある。
死因贈与は契約であることから、単独行為たる遺贈に関する規定のうち、単独行為であることを前提とする規定については死因贈与には準用はない（例として死因贈与の成立にはそもそも贈与者と受贈者の合意を前提とすることから、受遺者の遺贈の放棄に関して定めた986条以下の規定の準用はないとみられている）。
判例によれば死因贈与による贈与者の死後の財産に関する処分については、遺贈と同様に贈与者の最終意思を尊重すべきで、これによって決するのが相当であるとして、554条により死因贈与には1022条の規定が方式に関する部分を除いて準用されるものとし、原則として死因贈与は撤回しうるとする（最判昭47・5・25民集26巻4号805頁）。ただし、死因贈与が負担付贈与である場合を負担付死因贈与というが、判例によれば受贈者の負担の履行期が贈与者の生前と定められた負担付死因贈与契約について、受贈者が負担の全部又はそれに類する程度の履行をした場合、贈与者の撤回を認めることは受贈者の利益を犠牲にすることになり相当でないとし、特段の事情がない限り1022条や1023条の各規定の準用はなく贈与者は撤回できないとする（最判昭57・4・30民集36巻4号763頁）。
なお、上のように死因贈与には要式性がなく当事者間の合意のみで成立するため、無効な遺贈が死因贈与としては有効とされることがありうるとされる。

### 税法上の贈与
贈与によって財産が移転する機会にその財産に対して課される租税に「贈与税」がある。贈与税が規定されている相続税法上の贈与については、別段定義等が規定されておらず、民法からの借用概念とされている。
しかし、法的には贈与によって取得したといえないが、贈与によって取得した財産と実質を同じくするため課税の公平負担の見地から、「みなし贈与財産」があり贈与税の課税対象とされる。
みなし贈与財産の対象とされるものは、保険金、定期金、低額譲受による利益、債務免除等による利益、信託受益権、その他の利益享受がある。（相続税法5条～9条の5）
贈与税は、あくまでも個人から個人への贈与について、贈与を受けた人に対し課される（死因贈与の場合は相続税）。
個人から法人への贈与の場合、贈与を受けた法人は時価で財産を受け取ったものとして受贈益を計上することとなり、法人税がかかる（法人税法22条2項）。それに加えて贈与者である個人は時価で財産を譲渡したものとみなされ、当該財産の取得価額と時価との差額について所得税が課税される（みなし譲渡益課税、所得税法59条）。同時に贈与を受けた法人が同族会社でその株価が上昇したときは、贈与者からの贈与とみなされ株主について贈与税が課される。
法人から個人への贈与の場合、受贈者が当該法人の役員・従業員であれば給与所得、それ以外の場合は一時所得として所得税が課税される。それに加えて贈与者である法人は時価で財産を譲渡したものとみなされ、当該財産の取得価額と時価との差額を売却益として計上する必要があるほか、対勘定は役員賞与・賞与・寄附金となるため、会計上の費用となるが税法上損金とならないことがあり、法人税に影響する。
法人から法人への贈与の場合、贈与者は売却益を計上するとともに仕訳上時価相当額が寄附金として扱われる。受贈者は受贈益を計上する。それぞれ法人税の対象となる。
一定の人格のない社団等や持分の定めのない法人等への贈与および同族会社への贈与などには、上記の原則に対する例外が定められている。